# Méthanisation
Ne doit pas être confondue avec la méthanation, réaction chimique produisant du méthane à partir d'hydrogène et d'oxyde de carbone.
 (juin 2017).

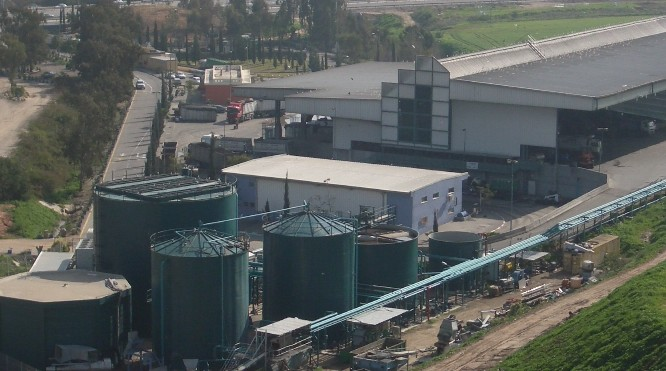
Digesteurs anaérobies à Tel-Aviv.

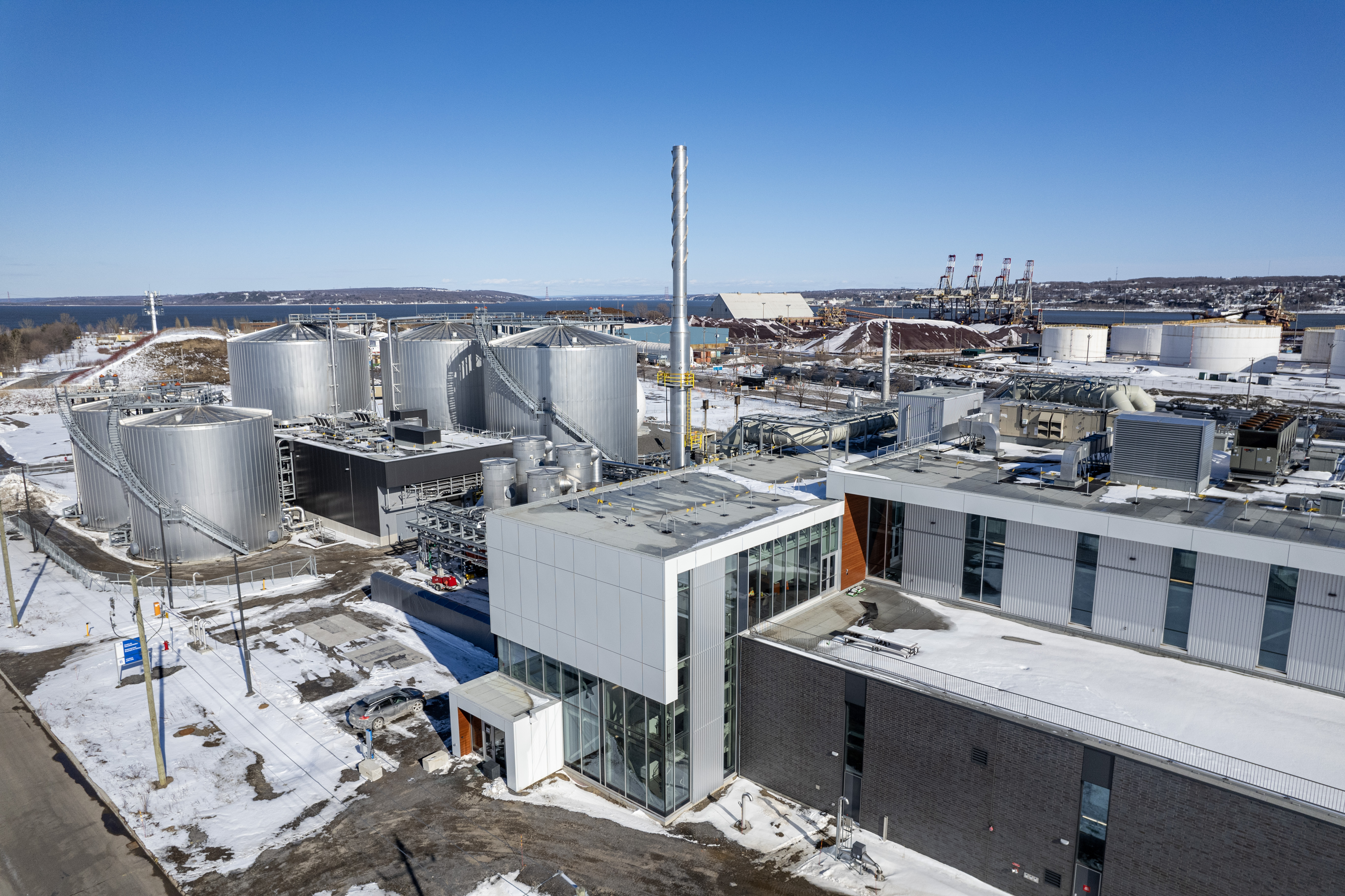
Usine de biométhanisation à Québec.

La méthanisation est un processus biologique de dégradation des matières organiques. Elle est appelée aussi biométhanisation ou digestion anaérobie. La digestion anaérobie est le processus naturel biologique de dégradation de la matière organique en absence d'oxygène (anaérobie) ; les polluants organiques sont convertis par des micro-organismes anaérobies en un produit gazeux (dont le méthane) et une boue résiduelle, le digestat, qui ont un potentiel de réutilisation.
La méthanisation se produit naturellement dans certains sédiments, les marais, les rizières, les décharges, ainsi que dans l'appareil digestif de certains animaux, comme les insectes (termites) ou les ruminants. Une partie de la matière organique est dégradée en méthane, et une autre est utilisée par les microorganismes méthanogènes pour leur croissance et reproduction. La décomposition n'est pas complète et laisse le digestat (en partie comparable à un compost).
La méthanisation est aussi une technique mise en œuvre dans des méthaniseurs où l'on accélère et entretient le processus pour produire un gaz combustible (biogaz, dénommé biométhane après épuration). Des déchets organiques (ou produits issus de cultures énergétiques, solides ou liquides) peuvent ainsi être valorisés sous forme d'énergie.
La méthanisation microbienne joue dans la nature un rôle important dans le cycle du carbone.

## Notions théoriques et scientifiques

### Processus biologique

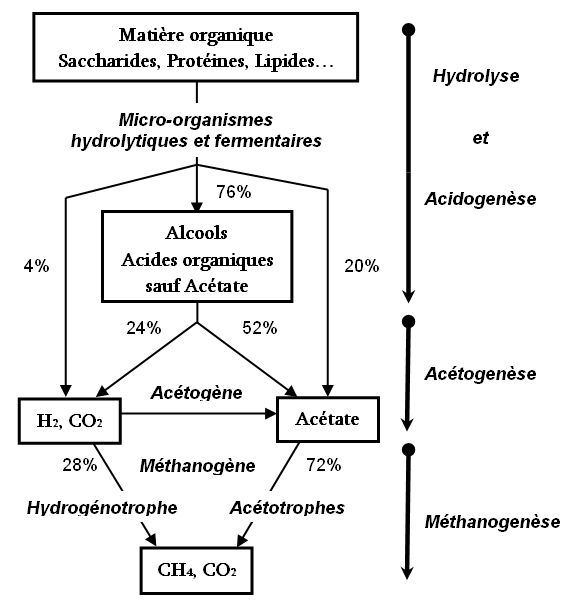
Schéma de la chaîne trophique de la méthanogenèse et ses différentes étapes.

La méthanisation résulte de l'action de certains groupes de microorganismes microbiens en interaction constituant un réseau trophique. On distingue classiquement quatre phases successives :
- l'hydrolyse ;
- l'acidogenèse ;
- l'acétogenèse ;
- la méthanogenèse.

#### Hydrolyse
Dans le réacteur, la matière organique complexe est tout d'abord hydrolysée en molécules simples par des micro-organismes. Ainsi, les lipides, polysaccharides, protéines et acides nucléiques deviennent des monosaccharides, acides aminés, acides gras et bases azotées. Cette décomposition est réalisée par des enzymes exocellulaires.
Elle peut devenir l'étape limitante parce que « trop lente » dans le cas de composés difficilement ou lentement hydrolysables tels que la lignine, la cellulose, l'amidon ou les graisses. Dans le cas d'un mélange de déchets solides, l'hydrolyse a lieu à des vitesses différentes selon la bioaccessibilité des composants de la biomasse, alors qu'elle est simultanée dans les milieux homogènes et plus liquides.

#### Acidogenèse
Ces substrats sont utilisés lors de l'étape d'acidogenèse par les espèces microbiennes dites acidogènes, qui vont produire des alcools et des acides organiques, ainsi que de l'hydrogène et du dioxyde de carbone. Cette étape est 30 à 40 fois plus rapide que l'hydrolyse.

#### Acétogenèse
L'étape d'acétogenèse permet la transformation des divers composés issus de la phase précédente en précurseurs directs du méthane : l’acétate, le dioxyde de carbone et l’hydrogène. On distingue deux groupes de bactéries acétogènes :
- Les bactéries productrices obligées d’hydrogène, anaérobies strictes, également appelées OHPA (« Obligate Hydrogen Producing Acetogens »). Elles sont capables de produire de l’acétate et de l’H2 à partir des métabolites réduits issus de l’acidogenèse tels que le propionate et le butyrate. L’accumulation d’hydrogène conduit à l’arrêt de l’acétogenèse par les bactéries OHPA. Ceci implique la nécessité d’une élimination constante de l’hydrogène produit. Cette élimination peut être réalisée grâce à l’association syntrophique de ces bactéries avec des microorganismes hydrogénotrophes[2].
- Les bactéries acétogènes non syntrophes dont le métabolisme est majoritairement orienté vers la production d’acétate. Elles se développent dans les milieux riches en dioxyde de carbone. Les bactéries « homoacétogènes » font partie de ce groupe, elles utilisent l’hydrogène et le dioxyde de carbone pour produire de l'acétate[2]. Elles ne semblent pas entrer en compétition pour l’hydrogène avec les Archaea méthanogènes hydrogénotrophes et sont présentes en quantité beaucoup plus faible dans les biotopes anaérobies.

#### Méthanogenèse
La méthanogenèse est assurée par des microorganismes anaérobies stricts qui appartiennent au domaine des Archaea. Cette dernière étape aboutit à la production de méthane. Elle est réalisée par deux voies possibles : l'une à partir de l'hydrogène et du dioxyde de carbone par les espèces dites hydrogénotrophes, et l'autre à partir de l'acétate par les espèces acétotrophes (dites aussi acétoclastes). Leur taux de croissance est plus faible que celui des bactéries acidogènes.
CO2 + 4 H2 → CH4 + 2 H2O.
CH3COOH → CH4 + CO2.

### Conditions physico-chimiques
La méthanisation est un processus biologique complexe qui nécessite la mise en place de certaines conditions physico-chimiques pour lesquelles la réaction biologique est optimisée. Les Archaea méthanogènes sont des organismes anaérobies stricts. Elles se développent de façon satisfaisante lorsque le potentiel d'oxydo-réduction par rapport à l'électrode normale à l'hydrogène (Eh) du milieu est très bas (-300 mV).

#### Conditions de température
La température cible est dite « température de consigne ». Trois régimes thermiques sont possibles, :
1. Psychrophile : lorsqu’il n’y a pas de système de chauffage, la température est alors comprise entre 5 et 25 °C.
2. Mésophile : de 30 à 40 °C, c'est le plus courant dans les installations agricoles.
3. Thermophile : de 45 à 60 °C, souvent à 55 °C, dans une gamme de pH comprise entre 6 et 8 avec un optimum compris entre 6,5 et 7,2.

#### Conditions de milieu physico-chimique
Les Archaea méthanogènes ont des besoins en oligo-éléments particuliers comme le fer, le molybdène, le nickel, le magnésium, le cobalt, le cuivre, le tungstène et le sélénium. La pression partielle d'hydrogène doit rester en dessous de 10-4 bar en phase gazeuse. Un pH neutre favorise la formation de biogaz par rapport à un pH acide.
Afin de diminuer la présence de sulfure d'hydrogène dans le biogaz produit, on peut créer des conditions microaérobies à la surface du milieu réactionnel en injectant une faible proportion d'oxygène dans la partie gazeuse du digesteur.

### Évolution des nutriments
La méthanisation concerne essentiellement les matières organiques. Pour les composants non organiques, elle peut avoir un effet sur leur forme.
Ainsi, l'azote présent dans des effluents d'élevage ne subit pas de transformation, alors que l'azote organique du sang, des déchets verts et de table est minéralisé et que l'azote minéral des fruits, pailles et graisses évolue vers de l'azote organique.

## Ressources méthanisables (intrants)

### Types d'intrants
Les matières méthanisables (ou intrants) sont des matières organiques d'origine animale, végétale, bactérienne ou fongique. Elles sont notamment caractérisées par leurs pourcentage de matière organique (MO), de matière sèche (MS) et leur potentiel méthanogène dit BMP (acronyme de Biochemical Methane Potential). Elles sont principalement issues de :
- produits agricoles : fumier[9] et lisier, culture intermédiaire à vocation énergétique (CIVE), paille et menue-paille, et autres résidus de culture[10] ; en France, 150 millions de tonnes de résidus organiques générés chaque année par les activités agricoles pourraient être valorisés en biogaz par procédé de méthanisation ;
- industrie agroalimentaire : graisses végétales ou animales, coproduits et sous-produits d'usines de production/transformation d’amidon, de protéines végétales, d’acide citrique, de poissons, de viandes (abattoirs compris), de lait, de fruits et légumes, coproduits, de sucre/alcool (betteraveries/sucreries, distilleries, brasseries…)[11] ;
- assainissement : boues organiques[12], graisses, produits de vidanges.
- ménages : les fractions fermentescibles des ordures ménagères (FFOM) contenues dans les ordures ménagères résiduelles (OMR), biodéchets collectés en mélange avec les déchets verts, biodéchets collectés sélectivement, déchets verts collectés en porte-à-porte (PAP), déchets verts collectés en déchèterie[11] ;
- collectivités : déchets verts des services techniques des communes, déchets de cuisine et restauration collectives ;
- gestion des paysages et de l'environnement : déchets verts d'entreprises de paysage[11] ;
- gros producteurs : déchets des marchés forains communaux et des marchés de gros, déchets de la grande restauration commerciale (hôtel, restaurant, restauration rapide, traiteur) ;
- restauration[11] : déchets de restauration collective en enseignement (écoles, collèges, lycées, enseignement supérieur), déchets de la restauration collective en établissement de santé (crèches, hôpitaux, cliniques, maison de retraite, foyers, etc.), déchets la restauration d'administrations ou inter-entreprises ;
- commerce alimentaire[11] : déchets d'hypermarchés, des supermarchés et magasins multicommerces, des supérettes, des fleuristes, bouchers, boulangers, pâtissiers, primeurs, charcutiers-traiteurs, magasins d'alimentation générale, etc.

### Stockage

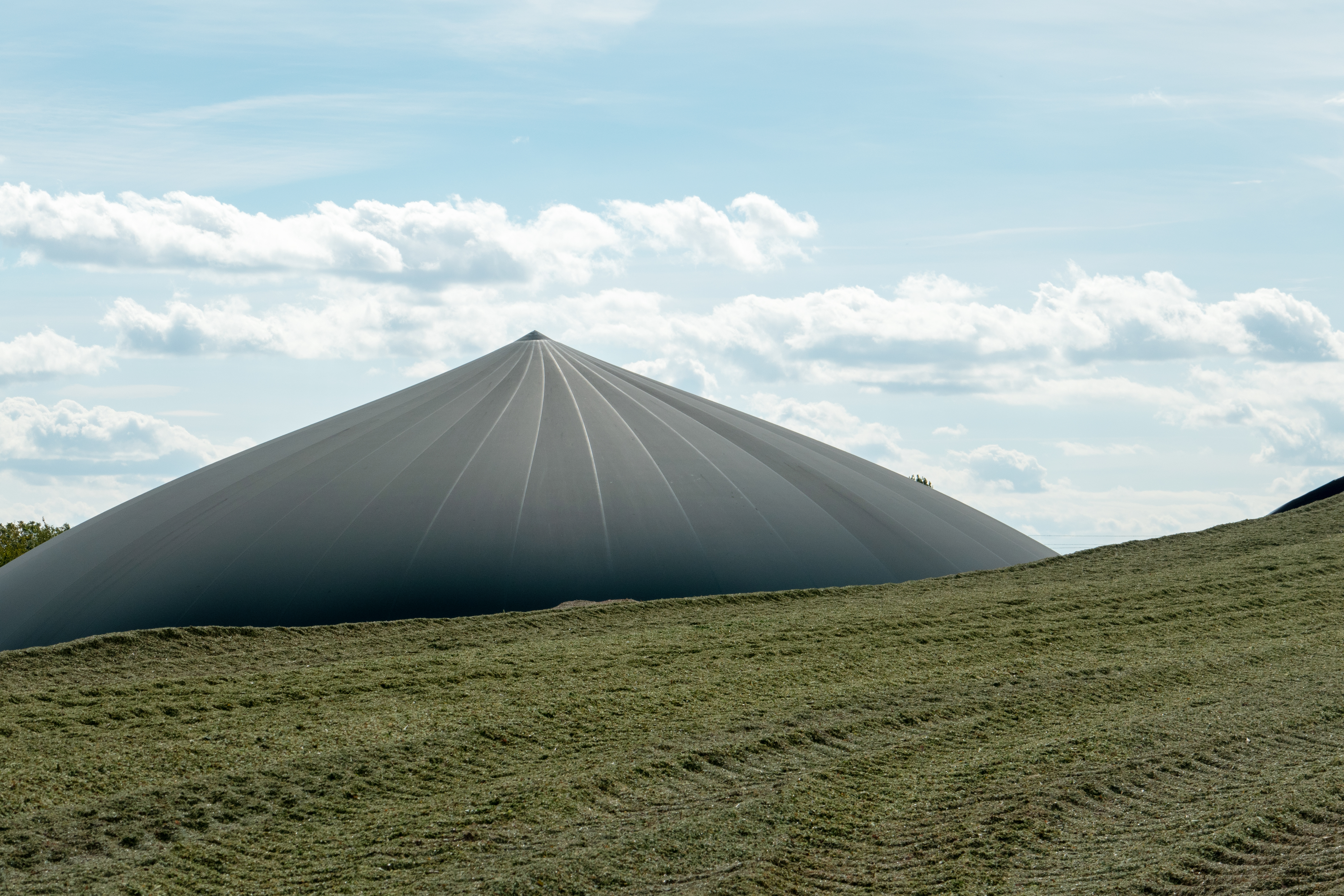
Réservoir pour la méthanisation, au premier plan les déchets verts comme base de la production de gaz, vers Ladenburg en Allemagne. Septembre 2023.

La production d'intrants varie selon les saisons. Ils doivent être conservés, parfois pour plusieurs mois, et idéalement à l'abri de l'air et au frais, pour conserver leur pouvoir méthanogène. Plusieurs modalités de stockage existent :
- l’ensilage (notamment pratiqué pour les CIVE). Il est basé sur la fermentation lactique. Si les CIVE étaient conservées à l'air libre, elles subiraient une perte de matière et une perte de 40 % du potentiel méthanogène en 28 jours ; selon une étude de 2017, les conditions de préparation de l'ensilage sont importantes et devraient être optimisées, en particulier le préfanage avant ensilage, pour assurer la stabilité du stockage par ensilage sur le long terme. Des essais ont montré qu'après 90 jours le pH de CIVE reste stable autour de 4,4 et que moins de 10 % de la matière organique a été consommée par la fermentation lactique. De plus durant ce temps, le potentiel méthanogène a pu augmenter passant de 316 Nm3 CH4/tMO pour la CIVE brute à 348 Nm3 CH4/tMO après 28 jours en ensilage[13].
- stockage en hangar (pour des matières non humides ne se décomposant pas spontanément) ;
- stockage en cuves (lisiers) ;
- les fumiers sont trop souvent simplement stockés à l’air libre, ce qui les rend beaucoup moins méthanogènes, « 40 % de pertes de BMP à 28 jours ». Après 90 jours de stockage, ces pertes s’élèvent à 20 % pour le potentiel méthane (exprimé en mètre cube normé de méthane par tonne de produit brute (Nm3 CH4/tPB))[13]. Le fumier frais produit un biogaz contenant 67 % de méthane ; taux qui grimpe à 74 et 75 % après respectivement 30 jours et 90 jours de stockage. Mais stocker les fumiers seuls et en conditions confinées (sous bâche) n'empêche pas une perte de matière organique (jusqu’à 35 %) et une lente dégradation de leur BMP (-50 % du BMP après 120 jours)[13]. Par contre « Le co-stockage de fumiers avec d’autres sources de matière organique fermentescible (notamment avec des composés riches en sucres) permet de générer la fermentation lactique nécessaire à la chute du pH et à la stabilisation du mélange (on relève même une augmentation de 7 % du BMP du mélange après un mois de co-stockage avec 10 % de sucre en poids brut) »[14].
- co-stockage de plusieurs types d'intrants : par exemple associer des CIVE et du fumier en mélange 50/50 améliore la conservation de la matière après 15 à 30 jours de stockage, en améliorant le potentiel méthane (mesuré en Nm3 CH4/tPB) dans un premier temps, puis en le dégradant après 90 jours de co-stockage[13] ;
- stockage réfrigéré, liquide par exemple pour des déchets alimentaires afin qu'ils ne génèrent pas d'odeur en commençant à fermenter à l'air libre.

### Qualité physicochimique des ressources
Les produits à méthaniser ne doivent pas contenir de biocides ou de composés susceptibles d'inhiber les réactions biologiques impliquées dans la méthanisation ou d'endommager l'installation.
Pour que le digestat puisse être valorisable en épandage, il ne doit pas contenir des quantités excessives de divers polluants susceptibles d'être trouvés dans les produits introduits dans le digesteur.
- Concernant des produits de fauche ou autres déchets verts collectés sur les bords de routes, une étude financée par l'ADEME[15] a récemment (2017) fait analyser par l'INERIS les principaux contaminants d’herbages provenant de sept zones de fauches de bords de route (dont quatre pratiquant la fauche avec exportation depuis plusieurs années). Ces sites correspondaient à des trafics variés. Les métaux de la norme NF U 44-051, 19 hydrocarbures aromatiques polycycliques (HAP) et les macro- et microdéchets indésirables ont été mesurés. L'étude a aussi porté sur le comportement de ces contaminants lors de la méthanisation en mélange en proportions différentes avec des effluents d’élevage (test faits à l'UniLaSalle). Les auteurs n'ont pas mis en évidence de problèmes particuliers, sauf dans un cas : un taux de zinc dépassant les normes en cas d'épandage du digestat dans une zone de forte circulation (périphérique de Rennes). Les HAP n'étaient présents qu'à faible dose (généralement inférieur à 0,01 mg/kg MS) avec une contamination variant selon la saison, et sans lien très net avec le trafic routier. Les taux de chrome étaient plus élevés au printemps dans les prélèvements faits en Mayenne, de même pour le zinc très élevé sur les échantillons de Rennes (40 000 à 80 000 véhicules par jour) en fin d’été, au point de rendre impossible l'épandage des digestats sur champs dans ce cas[16].

### Prétraitements
Pour méthaniser certaines matières plus rapidement, une phase de prétraitement est nécessaire, de type broyage, phase de compostage, préparation thermochimique ou enzymatique. Les prétraitements permettent de décomposer en monomères les macromolécules du substrat, et donc raccourcir la durée de la phase d'hydrolyse.
Le prétraitement enzymatique assure un mélange des déchets avec des enzymes, durant une dizaine d'heures. Il en ressort un liquide où les matières lignocellulosiques ont été partiellement lysées, que le méthaniseur traitera alors beaucoup plus efficacement et rapidement.
Les premiers prototypes industriels fonctionnent Chez Dupont (Optimash AD-100), chez DSM (Methaplus) pour les déchets agricoles et dans une grande usine de traitement des déchets Renescience de DONG/Novozymes pour les biodéchets (5 mégawatts d'électricité produits à partir de 120 000 t/an de biodéchets ; l'équivalent de la production d'environ 110 000 familles anglaises) à Norwich.

## Mécanismes de production

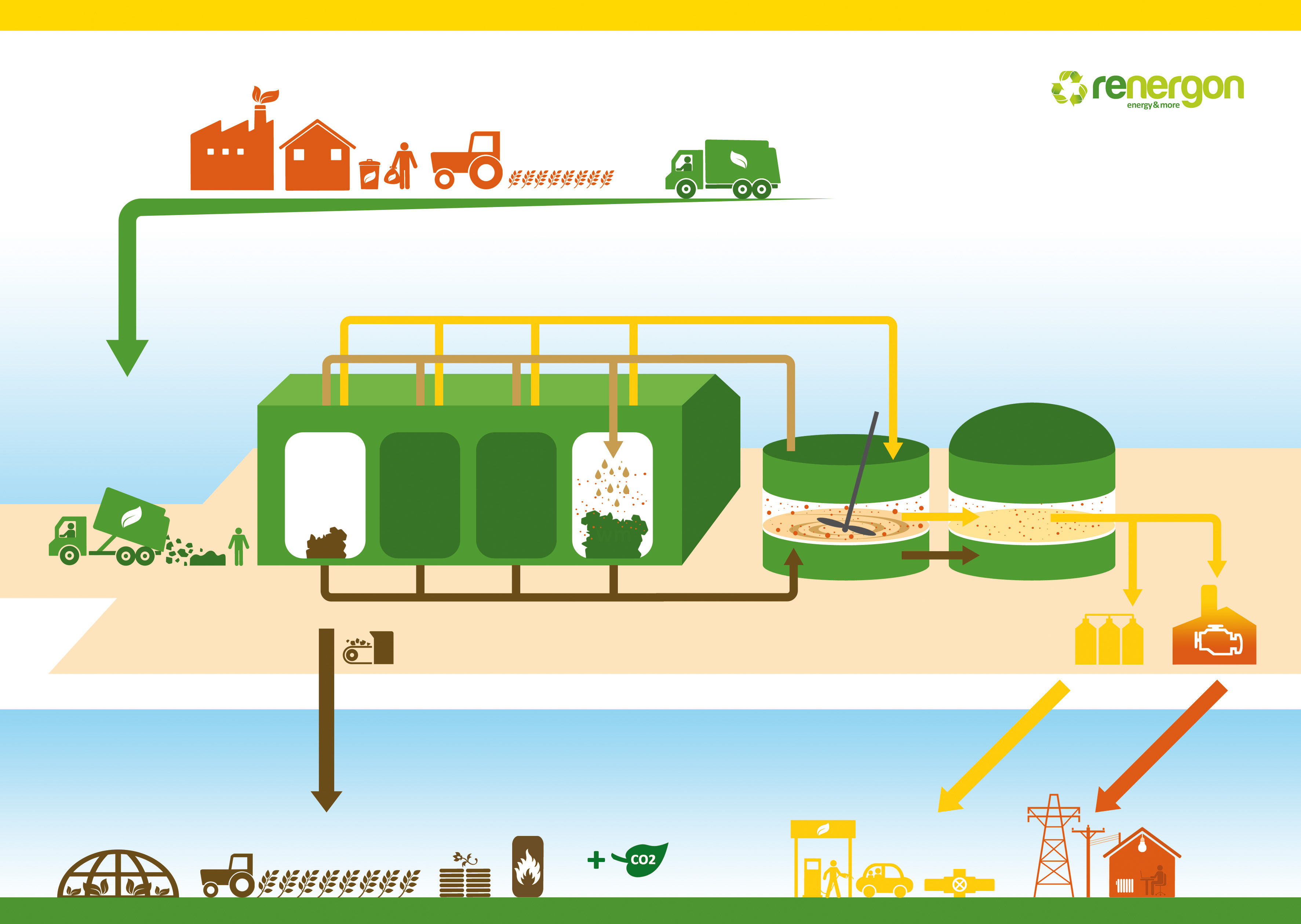
Schéma du procédé de méthanisation. De haut en bas et de gauche à droite : collecte des déchets, stockage, digestion, valorisation en digestat et biogaz.

La méthanisation, en tant que bioprocédé, peut être mise en œuvre dans un digesteur, pour valoriser des rejets chargés en matière organique tout en produisant de l'énergie sous forme de méthane. Elle permet de traiter des rejets aussi divers que les eaux usées, les boues de stations d’épuration, les déjections animales, les déchets de l’industrie agroalimentaire, les déchets de cuisine, les ordures ménagères, les déchets agricoles, etc.
La méthanisation avec valorisation du biogaz produit (production d'énergie thermique et électrique par combustion directe du méthane ou dans des moteurs thermiques) a toute sa place parmi l'ensemble des diverses solutions de production d'énergie renouvelable en permettant d'atteindre trois objectifs complémentaires : produire de l’énergie, réduire la charge polluante des déchets et des effluents et également, selon la nature du produit de départ, produire un digestat stabilisé.
Aujourd’hui les principales applications industrielles de la méthanisation pour le traitement de rejets identifiées par l’Ademe (Agence gouvernementale de l’environnement et de la maîtrise de l’énergie) sont : la digestion agricole (déjections animales), la digestion des déchets solides ménagers et assimilés (biodéchets), la digestion des boues d'épuration urbaines et la digestion des effluents industriels. Concernant ce dernier domaine d’application, la méthanisation est un traitement très compétitif par rapport à l’épuration aérobie. Elle est appliquée principalement pour traiter les effluents des industries agroalimentaires fortement chargés et les effluents de la fermentation (75 % des digesteurs à forte charge en opération en 2006).
L'utilisation du méthane, produit à partir de la méthanisation des boues de stations d'épuration, pour le fonctionnement des bus urbains connaît un essor important dans certaines villes de France comme Lille. L'amélioration et la réduction des coûts des techniques de séparation membranaire des gaz devraient permettre d'envisager la possibilité d'une purification du biogaz sur le site de production.

### Méthanisation d'effluents liquides
La méthanisation permet de traiter les effluents liquides, même lorsqu'ils sont chargés en matière en suspension. C'est par exemple le cas des effluents d'élevage (lisiers), et des boues de stations d'épuration (STEP) (souvent des boues mixtes qui rassemblent les boues primaires et les boues biologiques). La méthanisation est également largement appliquée au traitement des effluents agroalimentaires. Ces matières de base dont on dispose en général de façon régulière peuvent être complétées de divers déchets organiques, et en particulier de graisses dont le pouvoir méthanogène est fort (issues par exemple d'abattoirs, ou du prétraitement des stations d'épuration). L'état liquide du mélange permet de brasser pour obtenir une bonne homogénéité de la matière et de la température.
La méthanisation des effluents s'est appuyée sur le développement des procédés intensifs dans lesquels la biomasse anaérobie est structurée, en agrégats granulaires très denses (procédés UASB, EGSB) ou sous la forme de biofilms adhérant à des supports dédiés.

### Méthanisation des déchets solides
La plupart des déchets organiques peuvent être méthanisés, et notamment la part fermentescible des déchets (qui doit idéalement être triée et recueillie par une collecte séparative, avant d'être méthanisée). Selon leur provenance, on distingue différents types de déchets :
- Municipaux : déchets alimentaires, journaux, emballages, textiles, déchets verts, sous-produits de l'assainissement urbain ;
- Industriels : boues des industries agroalimentaires, déchets de transformation des industries végétales et animales, fraction fermentescible des déchets industriels banals (DIB) ;
- Agricoles : déjections d'animaux, substrats végétaux solides (dont résidus de cultures, ligneux déchiquetés…) ;
- Littoraux : algues de marées vertes.

On parle généralement de méthanisation solide ou par voie sèche lorsque les intrants du digesteur contiennent entre 15 et 20 % de matière sèche.
L'agriculture produit une grande quantité de déchets solides (ex : 67 millions de tonnes de fumiers de bovins et 25 millions de tonnes de résidus de culture (pailles notamment) en 2017). La valorisation de certains déchets organiques à forte teneur en matière sèche est difficile (ex : jusqu’à 90 % pour les pailles) surtout s'il s'agit de composés lignocellulosiques peu ou lentement dégradables. En France dans les années 2000-2010 seules une dizaine d'exploitations se sont spécialisées dans cette voie. Les pistes d'amélioration du rendement de la méthanisation par voie sèche sont la recirculation du lixiviat (liquide résiduel issu des réactions biologiques et chargé de bactéries) dans les déchets solides stockés et le prétraitement par des bactéries dégradant la lignine qui freine la dégradation de la cellulose des pailles et du bois. Concernant ce dernier procédé, un brevet basé sur un inducteur qui stimule l’activité de dégradation de la lignine par les bactéries a été déposé par la société d'accélération de transfert de technologies (SATT) Ouest Valorisation en 2017.

### Méthanisation mixte (de déchets liquides et solides)
Des expériences ou tentatives de mutualisation de méthaniseurs existent pour, par exemple, co-méthaniser des déchets organiques classiques (issus des ordures ménagères résiduelles et des biodéchets) et des boues de station d'épuration, comme l'envisagent, en région parisienne, les syndicats d’assainissement (Siaap) et des déchets (Syctom) à horizon 2018 (projet de 90 millions d'euros).

## Valorisation des produits
La méthanisation produit un gaz combustible, le biogaz, et un fertilisant contenant du liquide et du solide, le digestat.

### Digestat
Le digestat est le résidu solide et liquide généré par les procédés de méthanisation des déchets.
En fin de processus de méthanisation, il est généralement déshydraté et mis en tunnels de maturation (étanches et bien ventilés, pour achever la réaction anaérobie et commencer une phase de compostage).
Le digestat devient alors un déchet ou sous-produit traité et stabilisé. Il a une certaine valeur d'amendement (car très riche en azote). Il est dans une certaine mesure comparable à un compost, si on lui a rajouté du carbone (car la méthanisation a extrait une grande partie du carbone des matières qui ont fermenté) ; il peut être utilisé pour des cultures alimentaires (ou non-alimentaires, par exemple dans les espaces verts) selon la réglementation, la nature des produits traités et les analyses de ce digestat.
Les normes NF U 44-051 et NF U 44-095 encadrent la valorisation agronomiques des digestats « urbains » (déchets verts et autres biodéchets alimentaires issus des ordures ménagères) et des digestats de boues d'épuration, en raison de la présence dans ces boues de médicaments à l'état de trace, de métaux lourds et d'autres résidus chimiques nocifs. L'azote des digestats (nitrate) est soluble et risque d'être lessivable et non retenu durablement par le sol.
Des recherches sont menées pour utiliser les nutriments des digestats pour cultiver des microalgues, elles-mêmes utilisées pour produire des matières premières, notamment des biocarburants ou algocarburants. C’est le cas du projet Algovalo qui a permis de définir les conditions pour un développement optimal des algues. Le bilan est encourageant, puisque 95 % des nutriments ont pu être récupérés au bénéfice des algues.

### Biogaz
Le biogaz produit peut être brûlé sur place en cogénération pour produire de la chaleur et de l'électricité, ou épuré en biométhane qui peut être injecté dans le réseau de gaz naturel ou utilisé comme gaz naturel pour véhicules (bioGNV).

## Types d'installations de méthanisation

### Traitement de l'eau
La méthanisation des boues d'épuration permet de réduire leur volume d'un tiers, ce qui diminue le transport et les coûts d'élimination ou d'épandage associés. L'investissement que cela représente est soutenu par le tarif d'achat de l'énergie produite, notamment sous forme de biométhane depuis 2014, alors que certaines stations d'épuration préfèrent valoriser l'énergie pour les besoins de chaleur du procédé.

### Méthanisation à la ferme
En 2009, la méthanisation « à la ferme » était bien moins développée en France qu'en Allemagne : seule une dizaine de petites installations étaient en service. Elle est depuis en fort développement, soit avec des projets individuels à la ferme, soit des projets collectifs ou territoriaux qui associent plusieurs agriculteurs et d'autres acteurs du territoire. On compte en 2015-2016 plus de 50 nouveaux sites par an et 660 sites sont détenus par des agriculteurs en France sur les 805 sites au total. En France un logiciel baptisé Méthasim permet de faire des simulations technico-économiques de projets de méthanisation à la ferme.
Le plan de lutte contre la prolifération des algues vertes inclut la méthanisation comme moyen de traitement mais la production de méthane n'élimine pas l'azote, retrouvé dans le digestat (résidu liquide de la méthanisation).

#### Atouts de la méthanisation agricole
- Diversification des activités et des sources de revenus complémentaires à moyen et long terme pour l’exploitant qui bénéficie d’un contrat de reprise d’électricité au tarif garanti 15 ans par les pouvoirs publics, ce qui sécurise l'investissement ; la méthanisation est un revenu fixe, l'investissement à la construction, conséquent, est remboursé entre 6 et 19 ans[33] ;
- Acquisition d’une autonomie de l’exploitation pour la production de chaleur (dans un contexte d’augmentation du prix des énergies fossiles).
- Amélioration de la valeur agronomique et de l'acceptabilité des lisiers et fumiers (désodorisation, conservation des éléments structurant pour le sol, l’azote transformé est mieux assimilé par les plantes ce qui peut réduire les pertes par drainage, mais il est plus volatile) ;
- Valorisation de la ressource en matière organique des exploitations ;
- Valorisation des investissements réalisés lors de la mise aux normes des bâtiments ;

#### Points de vigilance sur la méthanisation agricole
- La méthanisation génère différents risques accidentels ainsi que sanitaires et environnementaux, notamment au cours des phases d’exploitation et/ou de maintenance. Les principaux phénomènes dangereux sont les suivants : incendies ; explosions liées à l’inflammabilité du méthane ; dégagements imprévus de toxiques gazeux (hydrogène sulfuré, ammoniac, dioxyde de carbone) ; pollutions des eaux et des sols liées à l’épandage des digestats. Il apparaît que plus l’unité de méthanisation est importante (volume de matières traitées), plus les risques et les accidents sont difficiles à prendre en charge et à maîtriser;

- Les lisiers, fumiers, composts, épandus sur les sols permettent un apport de carbone au sol, qui va se minéraliser de manière plus ou moins longue selon le substrat et qui va permettre d’entretenir les matières organiques de ces sols, si celui-ci n’est pas fragilisé par ailleurs. C’est donc une phase de séquestration de carbone. Le processus de méthanisation peut au contraire accélérer considérablement ce cycle du carbone en produisant dans un temps court, en amont de l’épandage au sol, du dioxyde de carbone (CO2) et du méthane (CH4). Il diminue donc potentiellement la quantité de carbone qui participe à la phase de séquestration dans le sol ; or tout retrait de carbone du cycle de production agricole constitue un appauvrissement et une fragilisation des sols ainsi qu’une augmentation des quantités de carbone renvoyées dans l’air;

#### Enjeux collectifs
- Contribution à la transition énergétique avec une énergie durable issue de ressources organiques renouvelables ;
- moindres émissions de gaz à effet de serre en remplaçant des énergies fossiles par une énergie renouvelable tout en limitant les émissions de méthane lors du stockage des effluents d’élevage ;
- solution alternative et locale au traitement de déchets organiques, production de digestat des lisiers plus acceptables (désodorisation).

#### Enjeux pour le territoire
- Autonomie énergétique des territoires (maîtrise du coût de l'énergie, énergie non fossile et attrait pour de nouvelles entreprises) ;
- Création et/ou maintient d'emploi (équipementier pour une nouvelle activité, maintenance, bureau d’études, emplois locaux non délocalisables liés à la diversification d'activités agricoles ou artisanales…) ; Selon Alexandre Dubreuil (GRDF) en 2018 « en moyenne, un à trois emplois sont créés par méthaniseur installé » et GRDF accompagnera les agriculteurs pour raccorder leurs installations au réseau de gaz ; à ce titre « La prise en charge de 40 % des coûts de raccordement, annoncée par l’État en fin 2017, est une très bonne nouvelle pour le secteur »[34].
- valorisation et gestion plus soutenable des déchets, réduction des coûts de transport….

En 2008, la méthanisation devient une activité agricole et bénéficie depuis 2011 d'un arrêté qui augmente les tarifs de rachat.

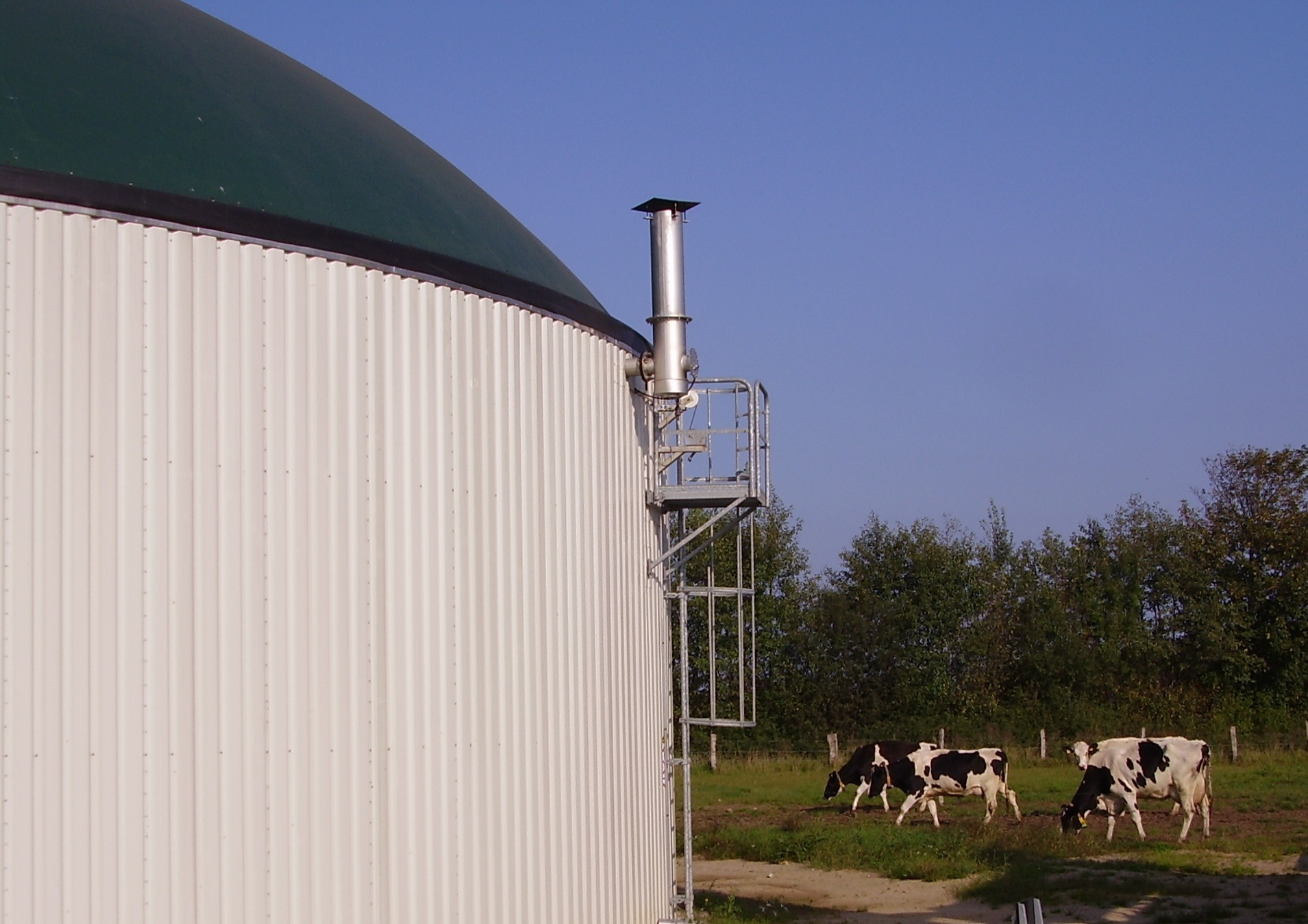
Application agricole d'un digesteur d'ensilage de maïs situé près de Neumünster en Allemagne (2007). Un réservoir de biogaz (en vert) est placé sur le sommet du digesteur.

Le gisement de déchets agricoles est important :
- déjections animales,
- résidus de cultures,
- les biodéchets d'industries agroalimentaires,
- les cultures destinées à l'alimentation du bétail.

### Microméthanisation en milieu urbain
Le procédé de microméthanisation n’est pas innovant en soi, car dès le début du XXe siècle des microméthaniseurs de quelques mètres cubes, destinés à une utilisation domestique sont construits en Chine. En 2007, on relevait plus de 30 millions d’installations de ces systèmes en Chine et en Inde. Des solutions technologiques de microméthanisation adaptées au contexte occidental, ont également été développées en Europe, aux États-Unis ou encore en Israël. C’est le cas du procédé Homebiogas dont le biogaz est utilisé pour des usages domestiques ou le container Flexibuster qui permet à la fois de traiter les déchets et de valoriser le biogaz en générant de l’électricité.
Dans le cadre du projet européen Horizon 2020 DECISIVE piloté par Irstea, une dizaine d’instituts de recherche et d’industriels travaillent sur la mise en place d’une filière de microméthanisation en milieu urbain, à l’échelle d’un quartier de 800 à 1 000 ménages (ou un quartier plus petit comprenant un ou plusieurs établissements de restauration collective), soit au maximum 200 tonnes de biodéchets par an. Il s'agit d'un mode de gestion des biodéchets urbains totalement innovant, fondé sur une valorisation de proximité, inscrite dans un processus d’économie circulaire. À la clé : une réduction de la production des déchets, des économies d’énergie et de transports et la production d’un biopesticide à partir du digestat. A moyen terme, un outil d'aide à la décision permettra aux collectivités souhaitant s’orienter vers de nouveaux systèmes de gestion des déchets, de dimensionner les installations selon leurs besoins, mais aussi d’évaluer l’impact du changement de système à l’échelle d’un quartier. En 2019, deux sites pilotes grandeur réel seront implantés à Lyon et à Barcelone.

## Cadre légal et réglementaire
Dans divers pays (dont la France) l'injection de biométhane dans les réseaux publics de gaz naturel est autorisée et bénéficie d'un tarif d'achat, et d'une « garantie d'origine » pour assurer sa traçabilité.
En 2011, à la suite du Grenelle de l'environnement et des lois Grenelle (23 % d’énergie renouvelable dans le mix énergétique de la France en 2020, soit une puissance électrique installée de 625 MW en 2020 et une production de chaleur de 555 kilotonnes équivalent pétrole par an pour le biogaz), le tarif d'achat de l'électricité produite par méthanisation a été relevé (+ 20 % en moyenne) pour les « petites et moyennes installations agricoles » (équivalent, selon le gouvernement à un soutien de 300 M€/an) en complément des aides de l'Ademe, des collectivités et du ministère de l’Agriculture. À certaines conditions, la méthanisation est maintenant reconnue comme « activité agricole » par la loi de modernisation de l'agriculture et de la pêche (LMAP).
En France, l'Ademe et les Conseils régionaux aident la méthanisation depuis plusieurs années via des subventions et l'accompagnement des projets, etc. Ainsi la région Midi-Pyrénées s'est engagée mi-2013 à soutenir (pour 8 millions d'euros) la création de 100 unités de méthanisation avant 2020 (via une convention cosignée avec les ministres de l’Écologie et de l’Agriculture, dans le cadre du plan national EMAA (lancé en mars 2013) visant 1 000 installations nouvelles avant 2020.

### France: régimes ICPE
Selon la législation française, les installations de méthanisation de déchets non dangereux ou de matière végétale brute (à l'exclusion des installations de méthanisation d'eaux usées ou de boues d'épuration urbaines lorsqu'elles sont méthanisées sur leur site de production) sont des installations classées pour la protection de l'environnement (ICPE). En effet, ce type d'installation est concerné par la rubrique no 2781 de la nomenclature des installations classées, qui est divisée en deux sous-catégories :
- Rubrique no 2781-1 (« méthanisation de matière végétale brute, effluents d'élevage, matières stercoraires, lactosérum et déchets végétaux d'industries agroalimentaires ») :
  - Les installations ayant une quantité de matière traitées supérieure ou égale à 100 tonnes/jour sont soumises à autorisation préfectorale.
  - Les installations ayant une quantité de matière traitées comprise entre 30 et 100 tonnes/jour sont soumises à enregistrement.
  - Les installations ayant une quantité de matière traitées inférieure à 30 tonnes/jour doivent être déclarées et réaliser un contrôle périodique.
- Rubrique no 2781-2 (« méthanisation d'autres déchets non dangereux ») :
  - Les installations ayant une quantité de matière traitées supérieure ou égale à 100 tonnes/jour sont soumises à autorisation préfectorale.
  - Les installations ayant une quantité de matière traitées inférieures à 100 tonnes/jour sont soumises à enregistrement.

Les autorisations ou enregistrements sont délivrés sous la forme d'arrêtés préfectoraux afin d'imposer aux exploitants le respect d'un certain nombre de prescriptions techniques permettant de limiter leurs impacts environnementaux, notamment les prescriptions techniques issues d'un arrêté ministériel daté du 10 novembre 2009 ou celles issues d'un arrêté ministériel daté du 12 août 2010.
Afin de limiter leurs impacts environnementaux, les exploitants des installations soumises à déclaration doivent quant à eux respecter les prescriptions techniques d'un autre arrêté ministériel également daté du 10 novembre 2009.
L'instruction des demandes d'autorisation ou d'enregistrement ainsi que le contrôle du respect des prescriptions techniques par les exploitants sont réalisés par l'inspection des installations classées.

## Implantation des unités de production
En Europe fin 2002, 78 unités industrielles de méthanisation de déchets ménagers et assimilés étaient en service pour une capacité de traitement de 2,3 millions de tonnes de déchets par an. Les nouvelles capacités installées en 2002 s'élevaient à 813 000 tonnes par an.

### En France

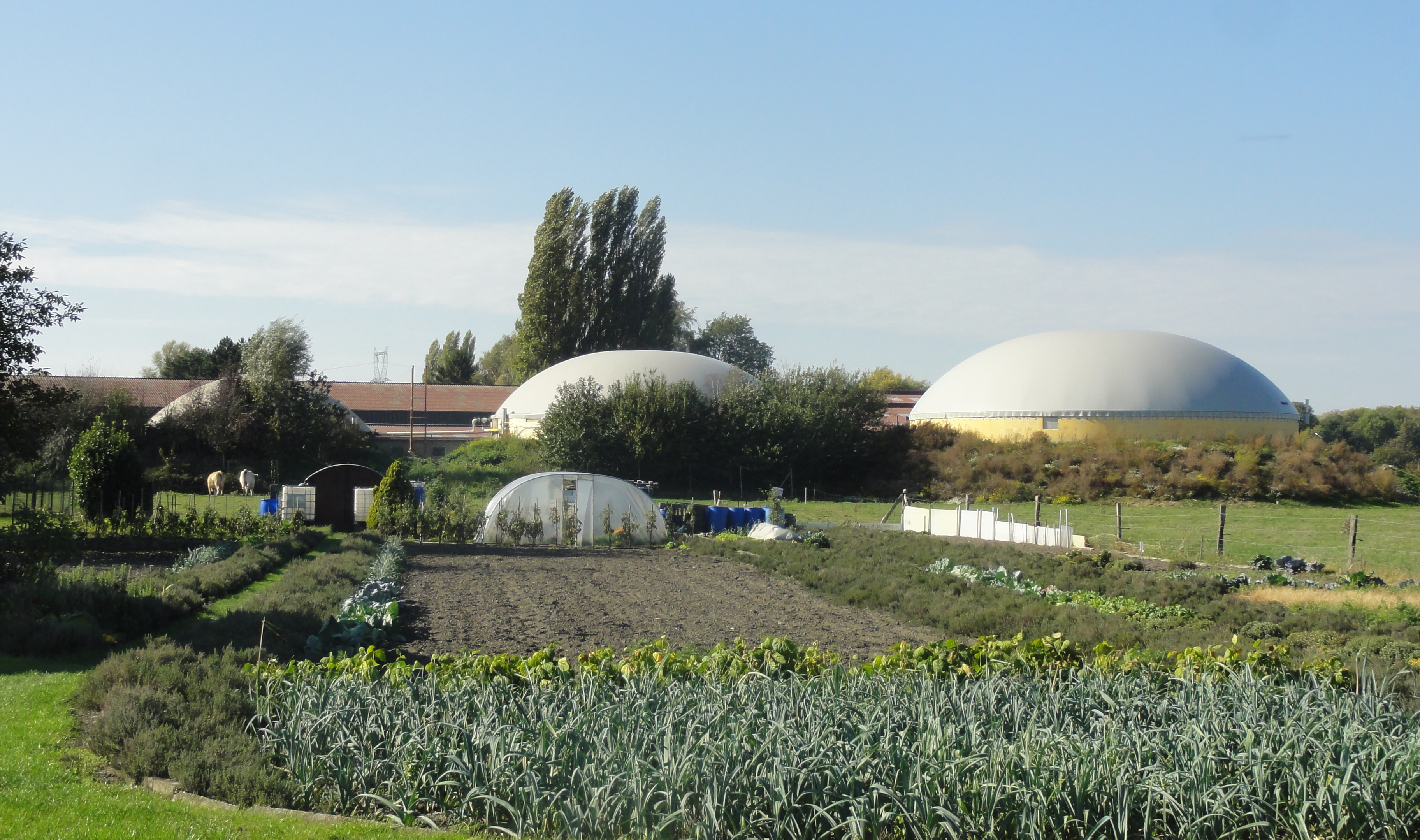
L'unité de méthanisation de la ferme Sockeel à Somain, dans le Nord.

Après avoir pris un certain retard par rapport à d'autres pays d'Europe du Nord ou à l'Italie, cette filière est en plein développement en France. Ainsi en 2017, on comptait 80 installations supplémentaires, ce qui porte à 514 le nombre total d'installations, dont 330 à la ferme. Selon le Think Tank France-Biométhane, fin 2017, 44 de ces sites l’ont valorisé sous forme de biométhane injecté sur les réseaux de gaz naturel et « fin 2018, ce sont une petite centaine d’unités qui sont attendues ».
Le législateur compte sur la méthanisation (entre autres sources d'énergies dites vertes ou bioénergies) pour remplir les engagements français et internationaux pour le climat et l'énergie, pour décarboner la production d’électricité et pour stabiliser le revenu agricole.
En 2017, la FNSEA et GRTgaz proposaient trois actions conjointes pour le biométhane agricole : favoriser le financement de projet, mieux accompagner les agriculteurs et développer la R&D.
Début 2018 (le 1er février), un groupe de travail sur la méthanisation a été installé par le gouvernement ; il était présidé par le secrétaire d’État, Sébastien Lecornu, et associait « les gestionnaires de réseau, fédérations professionnelles, parlementaires, collectivités, associations de défense de l’environnement, établissements bancaires ou encore établissements publics et administration » : cinq commissions techniques restreintes doivent préparer un plan d’action opérationnel avant le Salon de l'agriculture 2018 (24 février-4 mars). Ce plan doit proposer des solutions politiques ou réglementaires à des problèmes anciens pour développer la filière (seront évoqués : Simplification de la réglementation, financement, raccordement et bioGNV).
En 2018 Nicolas Hulot annonce un « Plan de libération des énergies renouvelables » (26 mars) qui devrait s'appuyer sur 15 propositions de soutien à la filière, agricole notamment, faites par un groupe de travail lancé en février par Sébastien Lecornu (secrétaire d'État) : Aides et simplification administrative via un « guichet unique » pour l'instruction des dossiers réglementaires, moindres délais d'instruction (passer de un an à 6 mois), relèvement du seuil applicable à la déclaration des installations classées pour la protection de l'environnement (ICPE) à 100 tonnes par jour (60 t/j aujourd’hui), accès au crédit (pour la méthanisation agricole + complément de rémunération pour les petites installations) ; Permettre les mélanges d'intrants tels que boues de stations d'épuration et biodéchets (point sur lequel la FNSEA émet « de fortes réserves », préférant une « réglementation ferme qui garantit un épandage fiable, gage d'une production alimentaire de qualité » ; formation (notamment pour les acteurs agricoles) afin de structurer et professionnaliser la filière.
Ceci doit aussi alimenter les travaux de la programmation pluriannuelle de l'énergie (PPE), et de la future « feuille de route » 2019-2023 de la transition énergétique. La FNSEA estime qu’il faudrait permettre aux producteurs agriculteurs « de fixer annuellement leur capacité maximale de production, et non plus mensuellement, et de leur donner la possibilité d'avoir plus de visibilité en contractualisant l'achat de biogaz sur 20 ans, contre 15 ans aujourd'hui ».

#### Vers des filières durables dans les territoires
Les biodéchets et déchets agricoles nécessaires à la méthanisation sont souvent diffus et leur quantité et qualité varie selon le territoire et les saisons. Les valorisations du biogaz sont peu transportables et s’associent mal à l'idée de flux (si ce n'est localement pour l'acheminement des déchets jusqu'à l'unité de méthanisation, puis du biogaz jusqu'aux zones de consommation).
L'implantation d'une unité de méthanisation obéit donc à une logique territoriale d'offre (gisement local de déchet ou d'autres biomasses « méthanisables », proximité d'un réseau de gaz) et de demande (besoin du territoire en gaz, électricité, digestats…).
La volonté politique des acteurs locaux permet alors de développer cette filière qui peut être source de développement local. En effet le plan d'approvisionnement en produits méthanisables n'est généralement rentable que pour de courtes et moyennes distances de transport. La filière met en relation des acteurs fournissant la matière organique, et ceux qui utiliseront le biogaz et le digestat (des collectivités territoriales aux agriculteurs ou leurs groupements, en passant par les industriels, le secteur du traitement des déchets jusqu'aux constructeurs d'usines de méthanisation et ménages consommant l'énergie produite). Ceci suppose une logique territoriale avec, en amont, une collecte des substrats organiques nécessaires à la production de biogaz, puis le processus en lui-même, suivi de la transformation des produits et enfin leur valorisation.
Cette logique territoriale se met progressivement en place dans la métropole rennaise dans le cadre de plusieurs projets portés par Irstea. En partenariat avec la société Akajoule et Rennes Métropole, les chercheurs ont élaboré une méthodologie de « diagnostic territorial » de la filière méthanisation. Elle permet de déterminer, compte tenu des contraintes et opportunités territoriales identifiées pour les déchets, l’énergie et l’agriculture, les scénarios les plus adéquats pour l’implantation des unités de méthanisation. « Concrètement, à partir d’informations géoréférencées du territoire (ressources disponibles, lieu de collecte des déchets méthanisables…), le modèle mathématique détermine pour lequel des cinq critères identifiés (traitement des déchets, production d’énergie, qualité des sols, qualité de l’eau, besoin en engrais) la méthanisation est la plus adaptée ». Cette collaboration a permis de constituer la première base de données et d’élaborer un schéma directeur de la filière méthanisation pour la métropole rennaise. Un autre volet important des projets concerne l’analyse des impacts environnementaux (en mobilisant les outils de l’analyse du cycle de vie) et des impacts socioéconomiques liés au déploiement de la méthanisation. « Ce travail a permis notamment d’établir, pour la première fois, une liste d’effets imputables à la filière, tels que la tension sur les matières utilisées pour la méthanisation ou le changement des pratiques agricoles ».
En 2017, la filière représentait plus de 1 700 emplois directs. Elle pourrait en créer 15 000 d'ici 2020 si les objectifs fixés par le gouvernement en 2010 sont atteints. Ces emplois demandent des qualifications allant d'ouvrier à bac +5 en passant par des techniciens pour la maintenance.

#### Applications municipales
La France a été le premier pays à se lancer dans la méthanisation des déchets ménagers (en 1988 à Amiens avec Valorga). Depuis 2002, d'autres installations ont été mises en service : Varennes-Jarcy, Le Robert (Martinique), Calais, Lille, Montpellier, Marseille et une vingtaine d'autres sont à l'étude ou en construction dans toute la France. L'usine de Romainville, dont la construction, initialement prévue pour 2010 mais reportée, traitera près de 400 000 tonnes d'ordures ménagères.
Depuis une trentaine d’années, les installations industrielles traitant la biomasse-déchet solide et/ou certaines boues d'épuration ont montré leur rentabilité économique, une fois lancées avec des aides publiques.
Selon leur provenance, les déchets non-triés à la source doivent subir un prétraitement et/ou un post-traitement mécanique (tri mécano-biologique avec séparation, triage, réduction de la taille par broyage, criblage par la taille et/ou pasteurisation). Certaines unités traitent des biodéchets constitués de matières organiques triées à la source. C'est le cas des sites de Lille ou Forbach par exemple.
Des firmes industrielles ont mis en œuvre des solutions de méthanisation industrielle, notamment de méthaniseurs et de systèmes de tri mécano-biologiques. Elles sont situées en France, en Allemagne, en Suisse, en Suède, en Espagne , etc.

### En Europe
La production de biogaz s’est développée dans plusieurs pays de l’Union européenne (UE), avec le double objectif de produire de l'énergie renouvelable et de traiter des déchets organiques. Au début du XXIe siècle, le développement s'appuie d'abord sur un fort soutien public et l'usage de cultures dédiées pour fournir de l'électricité par cogénération. En 2020, on constate une tendance à la réduction du soutien public, qui insiste sur la valorisation de déchets ou de cultures intermédiaires et penche vers une valorisation en biométhane.
L’Allemagne et le Royaume-Uni sont les pionniers du développement de la filière du biogaz ; cette dernière installant la première centrale au monde sur le site de l’ancienne base aérienne de RAF Eye en 1992. D’autres pays ont des programmes et des politiques spécifiques en matière de biogaz tels l’Espagne, l’Italie, le Danemark, les Pays-Bas, la Suède, la Pologne, la Suisse ou encore l’Autriche. Depuis les années 2000, l’UE est devenue la principale productrice de biogaz – devant les États-Unis – avec plus de la moitié de la production mondiale. En effet, le développement du biogaz à l’échelle européenne s’est fait par une volonté de certains pays à établir – grâce au livre blanc de 1997 – une stratégie et un plan d’action communautaire en matière d’énergies renouvelables. La production de biogaz répond aussi à d’autres objectifs fixés par l’UE :
- une production en énergie renouvelable de 20 % de la consommation brute d’énergie d’ici 2020 (Directive énergie renouvelable (2009/28/CE))
- un programme de développement des filières renouvelables (Directive européenne énergie renouvelable (2009/20/CE)) ayant conduit à l’adoption d’une feuille de route biogaz dans le plan d’action national des énergies renouvelables qui permet de guider les États.
- une réduction de la mise en décharge des déchets biodégradables (Directive décharge 1999/31/CE), un recyclage et une valorisation des déchets (Directive déchets 2008/98/CE).

En Allemagne, la filière s'est développée grâce à un fort soutien politique dans les années 2000. Elle a notamment pris la forme de grandes unités alimentées en cultures énergétiques comme le maïs. À la suite des restrictions du soutien, les unités de petite taille fonctionnant en circuit court avec les déchets d'une ferme tendent à réapparaître. La valorisation de la flexibilité de production de l'énergie permettrait de réduire la quantité de maïs utilisé comme culture énergétique et les externalités environnementales dans les régions d'élevage, mais serait très coûteuse en subventions (tarif d'achat) si elle implique de baisser la quantité de biogaz produite en régime nominal.
En Suisse, la méthanisation fournit en 2019 2% du gaz consommé et la filière se fixe un objectif de 30% de la consommation « chaleur » des particuliers (donc hors industries et transport) pour 2030.

### Aux États-Unis
Les États-Unis n'ont pas de politique fédérale de soutien à la production de biogaz, ce qui retarde le développement comparé à l'Europe. Une petite vague d'installations a été faite dans les années 2007-2008 lorsque le prix du pétrole était haut, mais elles n'ont pas très bien fonctionné.
A la fin des années 2010, plusieurs États comme la Californie encouragent les constructions d'installations en imposant des seuils plancher d'énergie renouvelable dans les approvisionnements des fournisseurs d'énergie, ce qui relance les projets, « jusqu'à 50 ou 100 en 2019 ». Les intrants méthanisés dans les digesteurs américains sont essentiellement des déchets : fumier bovin et porcin, restes de nourriture, boues de station d'épuration.

### En Chine
La Chine a développé depuis les années 1960 des programmes de construction de digesteurs dans les zones rurales, incluant la formation des paysans à la gestion des méthaniseurs. Une estimation de 2008 indique que plus de 30 millions de digesteurs fournissent 1,2% de l'énergie totale du pays. Elle exporte ses technologies adaptées à des digesteurs de petite dimension en Asie du Sud. Une évolution vers des unités plus grosses et plus centralisées a lieu dans les années 2010.

## Recherche et développement
De nombreux programmes de recherche portent sur la méthanisation, de la microméthanisation (à l'échelle du quartier par exemple) aux échelles industrielles, en passant par le rôle des enzymes ; la rhéologie, les avantages et inconvénients de la voie sèche, de la voie épaisse et de la voie liquide ou de l'alimentation continue ou discontinue du réacteur ; la recherche de souches bactériennes encore plus efficaces ; la valorisation des digestats, la mesure et la maîtrise des odeurs, la santé des travailleurs, etc.
Dans les pays (France par exemple) où la méthanisation ne doit pas concurrencer l'alimentation humaine ou animale, on cherche notamment à diversifier les intrants (ex : produits de fauche des bords de routes) ; à aider les opérateurs à mieux gérer la variété et la saisonnalité des intrants qu'ils reçoivent, en affinant les moyens de pilotage (monitoring) du méthaniseur et les recettes d’intrants. En France le projet de recherche CARMEN vise a améliorer le processus de méthanisation et donc à mieux le comprendre (ex : rôle de la préparation des intrants, du mode de remplissage du bioréacteur (en strates ou en mélange), d'éventuels additifs (par ex pour tamponner l'effet acidifiant des produits de fauche ou tontes de gazon), des micro polluants et d'autres inhibiteurs, capacité éventuelle des bactéries à s'y adapter…). Mais d'autres travaux de recherche portent sur l'amont (CIVE, prétraitement des déchets agricoles, maîtrise de la gestion des fumiers, etc.) et l'aval de la filière (amélioration des systèmes d'épuration et de combustion du bio gaz et du biométhane ; avec une partie du projet CLIMIBIO par exemple). Dans la voie sèche, notamment en situation de codigestion d'intrants très différents, on cherche à mieux comprendre et maitriser les transferts hydriques et la recirculation dans le réacteur pour optimiser la digestion,.

## Controverses
Les riverains des installations craignent souvent des problèmes d'odeurs, non justifiés en ce qui concerne le biogaz inodore. L'épandage de digestat est en outre moins odorant que celui de lisier brut, une part importante du carbone étant transformé en méthane. Cependant, l'azote transformé, bien que mieux assimilé par les plantes, n'en reste pas moins lessivable par lixiviation et est également plus volatil. La circulation des déchets, c'est-à-dire la circulation de camions, pour alimenter les installations fait aussi l'objet de critiques. La contestation des projets s'inscrit parfois dans un contexte de rejet des infrastructures « imposées » par le monde industriel ou les autorités.
En France, le modèle allemand de cultures énergétiques dédiées est rejeté à cause de sa concurrence avec les cultures alimentaires, primaires ou secondaires (pour alimenter le bétail).
Par ailleurs, des enquêtes montrent que des denrées alimentaires, notamment du maïs et des pommes de terre, sont utilisées pour la méthanisation, car elles rapportent plus aux agriculteurs pour cette utilisation que pour l'alimentation.